# 기노사키온센역

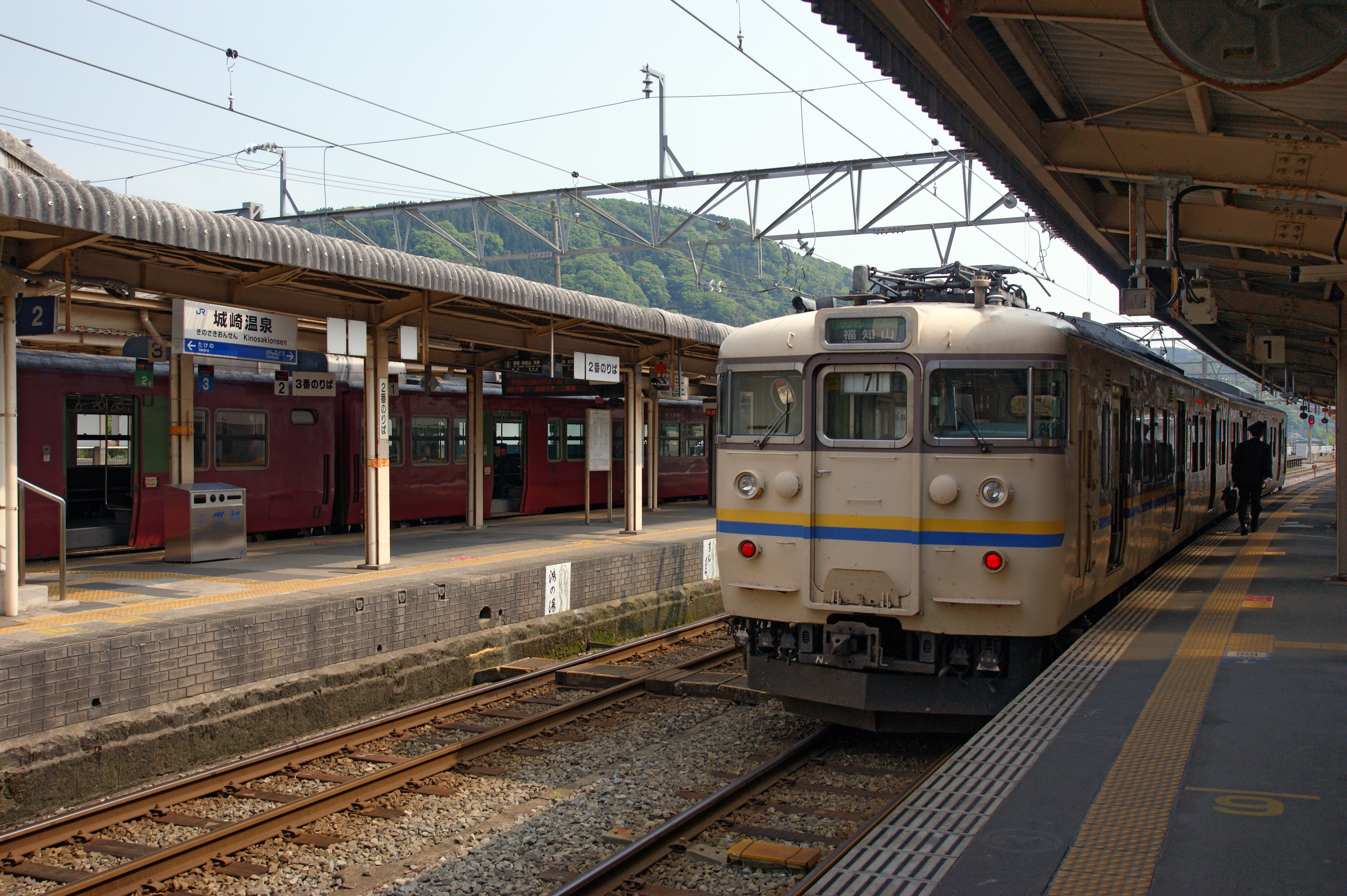
4번 승강장

기노사키온센역(일본어: 城崎温泉駅, きのさきおんせんえき)은 일본 효고현 도요오카시에 있는 서일본 여객철도의 철도역이다.
인근에 기노사키 온천이 있다. 원래는 "기노사키 역"이었으나, 소재지인 기노사키 정이 2005년 4월 1일 도요오카시에 통폐합되게 되자, 같은 해 3월 1일 지금의 "기노사키온센 역"으로 역명이 바뀌었다.
특급 "기노사키", "고노토리"의 시종착역이자, 산인 본선의 전철화 구간과 비전철화 구간의 경계역이다. 기노사키온센 역에서부터 서쪽 돗토리현의 호키다이센역까지는 비전철화 구간으로, 기동차가 운행된다.

## 역 구조
섬식·상대식 3면 4선 구조의 지상역으로, 역사는 4번 승강장 쪽에 있다. 각 승강장은 구름다리로 연결되어 있으며, 2·3번 승강장과 4번 승강장에는 엘리베이터가 설치되어 있다.
도요오카역이 관리하는 직영역이다.
| 4 | ■ 산인 본선 | 하행 | 하마사카 · 돗토리 방면                   | 특급 "하마카제"도 사용                      |
| 4 | ■ 산인 본선 | 상행 | 도요오카 · 와다야마 · 교토 · 오사카 방면 | 주로 도요오카에서 시발하는 보통 열차가 사용 |
| 3 | ■ 산인 본선 | 상행 | 도요오카 · 와다야마 · 교토 · 오사카 방면 | 주로 특급 열차가 사용                       |
| 2 | ■ 산인 본선 | 하행 | 하마사카 · 돗토리 방면                   | 기노사키온센에서 시발하는 보통 열차가 사용  |
| 2 | ■ 산인 본선 | 상행 | 도요오카 · 와다야마 · 교토 · 오사카 방면 | 주로 가스미 방면에서 온 보통 열차가 사용    |
| 1 | ■ 산인 본선 | 상행 | 도요오카 · 와다야마 · 교토 · 오사카 방면 | 기노사키온센에서 시발하는 보통 열차가 사용  |

2010년 3월 13일부터 열차 입선 안내 멜로디로 “좋은 온천이로군” (일본어: いい湯だな)이 쓰이기 시작했다.

## 역세권 정보

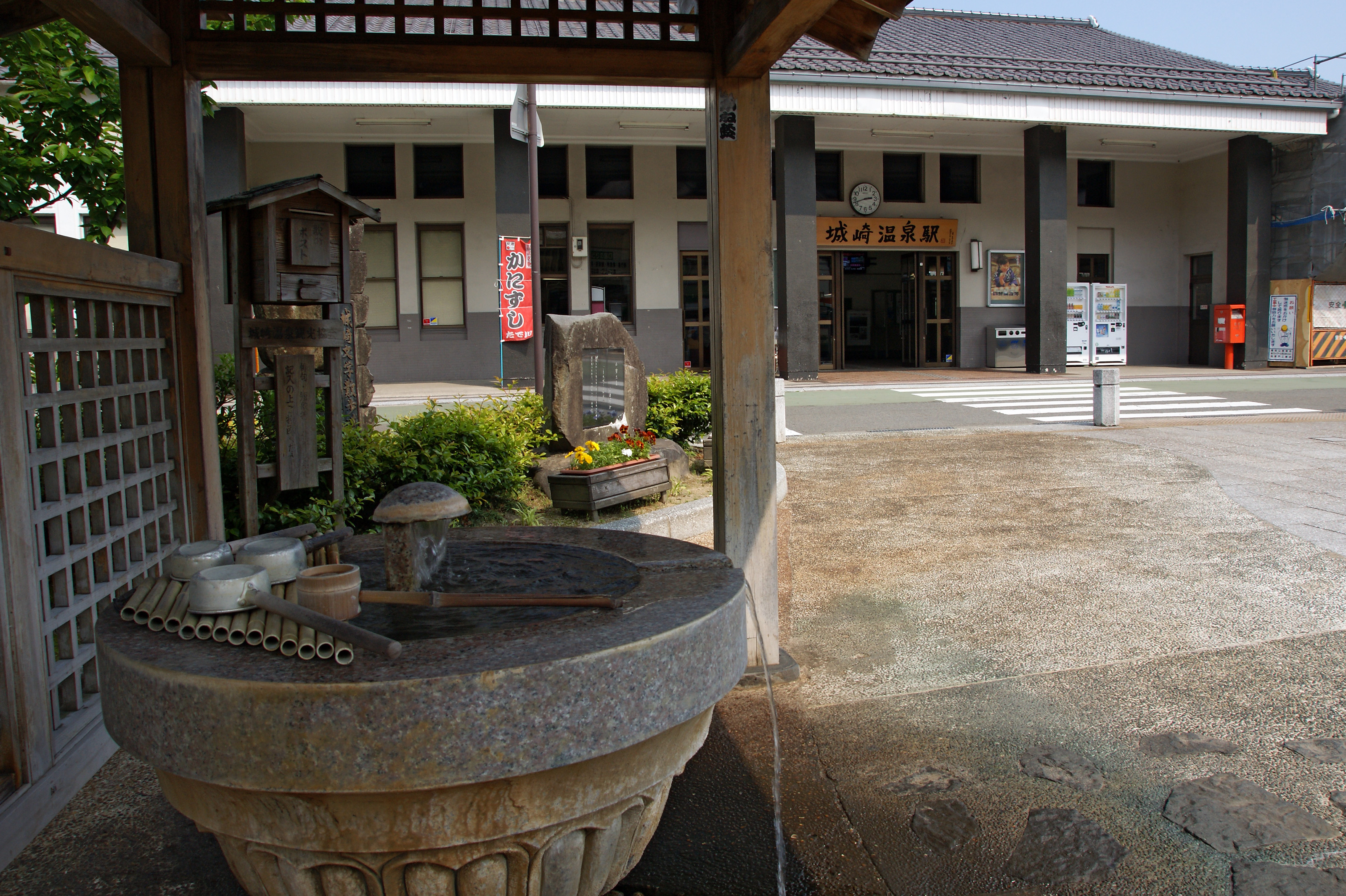
역 앞

- 기노사키 온천
- 역사 온천 "사토노유"

## 역사
- 1909년 9월 5일 - 일본국유철도 도요오카 역 ~ 기노사키온센 역 구간의 개통과 동시에 개업.
- 1912년 3월 1일 - 반탄 선의 지선 및 산인히가시 선의 일부였던 후쿠치야마역 ~ 와다야마역 ~ 가스미역 구간이 아마루베 철교의 개통으로 산인 본선에 통합되었다.
- 1986년 11월 1일 - 후쿠치야마 선·산인 본선 전철화 공사의 완료로, 기노사키온센 역까지의 구간이 직류 전철화되었다.
- 1987년 4월 1일 - 민영화에 따라 서일본 여객철도의 소속이 되었다.

## 인접역
| 서일본 여객철도 산인 본선 | 서일본 여객철도 산인 본선 | 서일본 여객철도 산인 본선 |
| ------------------------- | ------------------------- | ------------------------- |
| 겐부도 교토 방면          | ■ 산인 본선               | 다케노 돗토리 방면        |